# Oksywie (1927)
Oksywie – pływająca stacja torpedowa Marynarki Wojennej II RP z czasów II wojny światowej.

## Historia
Został zbudowany w 1927 roku w stoczni Danziger Werft w Wolnym Mieście Gdańsk. Powstał na zamówienie rządu polskiego i jego pierwotnym zadaniem było służba jako prom samochodowy przewożący samochody między Gdynią a Oksywiem. 
W 1931 roku na zlecenie Urzędu Morskiego Gdyni został przebudowany na mały zbiornikowiec przewożący słodką wodę. Nie nadawał się do tej roli, gdyż jego zbiorniki były zbyt małe, a pompy mało wydajne, więc w 1933 roku został wycofany z eksploatacji. W 1934 roku zainteresowanie tym okrętem wyraziło Kierownictwo Marynarki Wojennej. Zamierzano go przebudować na samobieżną krypę minową, która mogła także transportować i stawiać beczki na morskim poligonie torpedowym. 
Jednak MW był bardziej potrzebny okręt służący do tzw. regulujących strzelań torped parogazowych, gdyż w celu utrzymywania dużego zapasu torped (jakim dysponowała Marynarka Wojenna) w dobrym stanie należało dokonywać próbnych strzelań. Jednostkę przekazano Marynarce Wojennej za kwotę 1000 zł. Po zakupieniu jednostki, która otrzymała nazwę „Oksywie”, skierowano ją do przebudowy na pływającą stację torped do Stoczni Gdyńskiej. Przebudowa kosztowała 100000 zł.  Przebudowę zakończono w II połowie 1935 roku. Jednak wszedł do służby już 15 marca 1934 roku. Według etatu okrętem dowodził podoficer, co zgodnie z przepisami MW wykluczało używanie przez tę jednostkę skrótu ORP.
Okręt został samozatopiony 6 września 1939 roku w celu zablokowania portu gdyńskiego.

## Dane taktyczno-techniczne
Wyporność „Oksywia” wynosiła 126 ton, a długość 24 metry. Stacja torpedowa była szeroka na 7 m, i zanurzona na 1,6 m. Okręt napędzały 2 maszyny parowe o mocy 40 KM pracujące na 2 śruby napędowe. „Oksywie” rozwijało prędkość do 4,5 węzła. Uzbrojenie stanowiła wyrzutnia torped kal. 550 mm, umiejscowiona na dziobie. Do podnoszenia torped służył dźwig pokładowy o udźwigu 3 ton, umiejscowiony na rufie. Załogę etatową stanowiło 10 podoficerów i marynarzy, ponadto jednostka mogła zabrać do 10 specjalistów od torped. 